# Майер, Юрген (бобслеист)
Юрген Роберт Майер (нем. Jürgen Robert Mayer, 4 ноября 1976, Амштеттен) — австрийский бобслеист, разгоняющий, выступал за сборную Австрии с 1998 года по 2011-й. Участник зимних Олимпийских игр в Ванкувере, неоднократный победитель национального первенства, победитель и призёр различных этапов Кубка мира и Европы.

## Биография
Юрген Майер родился 4 ноября 1976 года в коммуне Амштеттен, федеральная земля Нижняя Австрия. Активно заниматься бобслеем начал в 1998 году, тогда же в качестве разгоняющего прошёл отбор в национальную сборную и стал ездить на крупные международные старты, порой показывая довольно неплохой результат. Тем не менее, из-за высокой конкуренции в команде часто оставался в тени других разгоняющих и вынужден был выступать на менее значимых второстепенных соревнованиях вроде европейского кубка. Существенный прогресс наметился в сезоне 2004/05, когда он побывал на всех этапах Кубка мира и впервые поучаствовал в заездах взрослого чемпионата мира, на трассе канадского Калгари финишировал тринадцатым с двухместным экипажем и четырнадцатым с четырёхместным. На мировом первенстве 2007 года в швейцарском Санкт-Морице занял с четвёркой одиннадцатое место, год спустя на соревнованиях в немецком Альтенберге в той же дисциплине был восьмым.
На чемпионате мира 2009 года в американском Лейк-Плэсиде Майер повторил результат предыдущего мирового первенства, восьмое место в четвёрках. Также в этом году выиграл свою первую медаль с Кубка мира, финишировал третьим с четвёркой на одном из ноябрьских этапов. Благодаря череде удачных выступлений удостоился права защищать честь страны на зимних Олимпийских играх 2010 года в Ванкувере, однако показать там достойный результат не удалось, в программе двухместных экипажей их команда была дисквалифицирована и вообще не вышла на старта, а в зачёте четырёхместных вынуждена была отказаться от дальнейшего участия в соревнованиях после первой неудачной попытки. В 2011 году Юрген Майер побывал ещё на нескольких кубковых этапах и поучаствовал в заездах чемпионата мира в немецком Кёнигсзее, где был тринадцатым с четвёркой, но вскоре принял решение завершить карьеру профессионального спортсмена.